# Явний акт
У кримінальному праві явний акт (англ. overt act, також англ. open act відкрита дія) є таким, який можна чітко довести доказами і з якого можна вивести умисел, на відміну від простого наміру в здійснити злочин. Такий акт, навіть якщо він невинний сам по собі (per se), потенційно може бути використаний як доказ проти когось під час судового процесу, щоб показати участь у злочині. Наприклад, придбання балаклави, яка може приховати ідентичність, є, як правило, юридичним актом, але може бути явним актом, якщо вона придбана при плануванні пограбування банку.
Цей термін найчастіше застосовується у випадках державної зради, яка повинна бути продемонстрована явною або відкритою діяльністю в деяких юрисдикціях. Це правило випливає з Закону про зраду 1695 року, прийнятого Парламентом Англії та означає, що воно існувало принаймні ще в 1547 році, і було прийнято в статті 3 Конституції США, яка передбачає, що «жодна особа не може бути визнана винною за зраду, якщо немає показань двох свідків або признання цієї особи на відкритому суді». Однак, у справі  Хаупт проти Сполучених Штатів  (330 US 631), Верховний Суд встановив, що два свідки не обов'язкові, що доводити наміри або доводити, що відкритий акт є зрадою: два свідки, згідно з рішенням, необхідні лише для доказу, що стався явний акт.
У деяких юрисдикціях відповідач не може бути засуджений за співучасть у злочині без доказів явного акту.
Багато теоретиків змови стверджують, що документи, які говорять про те, що Сполучені Штати бажали, щоб Японська імперія здійснила перший «явний акт війни». Вони вважають, що уряд Сполучених Штатів мав попередні знання про напад на Перл-Харбор, але не діяв на основі цих знань для того, щоб використати атаку як підставу для обґрунтування стану війни з Японською імперією, який був би підтриман як американськими громадянами, так і міжнародною спільнотою.